# هيرمان يوليوس ماير
هيرمان يوليوس ماير (بالألمانية: Herrmann Julius Meyer) هو ناشر ألماني، ولد في 4 أبريل 1826 في غوتا في ألمانيا، وتوفي في 12 مارس 1909 في لايبزيغ في ألمانيا.